# (35936) 1999 JX123
1999 JX123 (asteroide 35936) é um asteroide da cintura principal. Possui uma excentricidade de 0.14886510 e uma inclinação de 4.05735º.
Este asteroide foi descoberto no dia 14 de maio de 1999 por LINEAR em Socorro.